# 北河增一
雙子座70，又名BD+35 1662，HD 60986、SAO 60243、HR 2924，是雙子座的一颗恒星，视星等为5.56，位于銀經184.45，銀緯24.24，其B1900.0坐标为赤經7h 31m 59.1s，赤緯+35° 24.24′ 21″。